# Поводдя (Новгородський район)
Поводдя (рос. Поводье) — присілок в Новгородському районі Новгородської області Російської Федерації.
Населення становить 9 осіб. Входить до складу муніципального утворення Пролетарське міське поселення.

## Історія
Від 2004 року входить до складу муніципального утворення Пролетарське міське поселення.

## Населення
| 2010 |
| ---- |
| 9    |